# چرخ‌ریسک بیدی

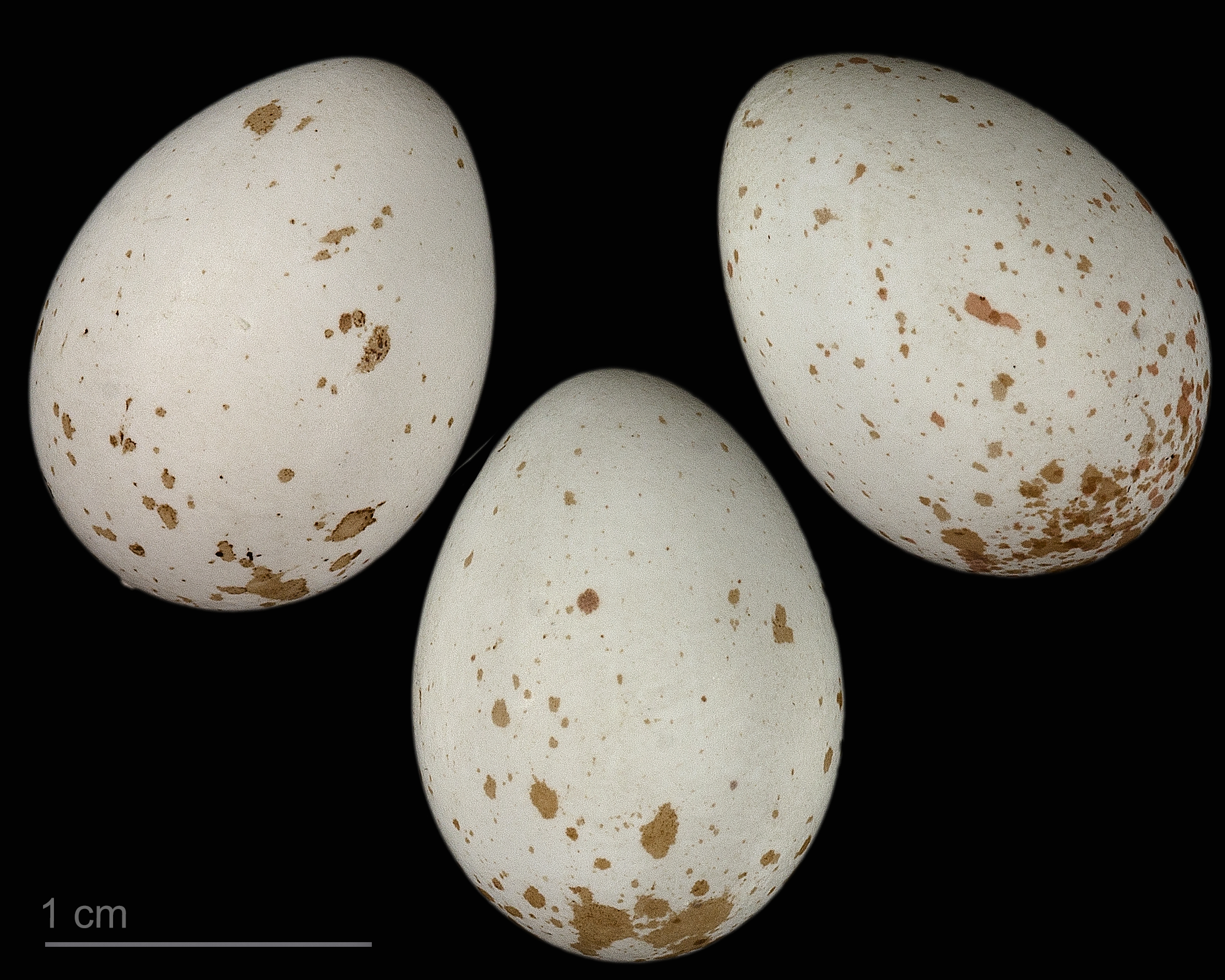
Poecile montanus salicarius

چرخ‌ریسک بیدی (نام علمی: Poecile montanus) نام یک گونه از سرده پوسیل است. این گونه شباهت زیادی با چرخ‌ریسک خزری دارد.